# Chicco
Кико (итал. Chicco), италијански произвођач дечје одеће и играчака с малопродајним местима широм света. Тренутно је у власништву Артсане и послује више од 60 година. Налази се у више од 120 земаља.

## Историја
Кико је 1958. основао гроф Пијетро Катели желећи да прослави рођење свога првог сина Енрика, којег су од миља звали „Кико”. После Кателијеве смрти 2006. године, компанија је прешла на његово троје деце: Енрика, Микеле и Франческу. Они су проширили филијале у Индији, Русији, Мексику и Пољској. Од маја 2013. улогу извршног директора обавља Клаудио де Конто.

## Производи и истраживања
Кико је присутан у више од 120 земаља, с више од 150 продавница само у Италији и још више од 160 широм света. Кико продаје производе као што су предмети за трудноћу, дојење, хигијену, заштиту, забаву, путовања, опуштање, спавање, као и играчке, кашу за бебе, одећу и обућу.
Подручје истраживања и развоја компаније је одговорност Центра за истраживање беба посвећеног деци узраста до три године и свим њиховим психофизичким, емоционалним и друштвеним потребама. Центар се користи информацијама из медицинско-научног света додајући томе сталну интеракцију с родитељима.